# 바르바코아어족
바르바코아어족(Barbacoan, 다른 표기 Barbakóan, Barbacoano, Barbacoana)은 콜롬비아와 에콰도르에 걸쳐 분포한 원주민 언어들로 이루어진 어족이다.

## 계통
일부 학자들은 파에스어(Páez)와의 관련성을 추측하며 종종 파에스어를 포함하는 파에스어족(Paezan)과 연결되기도 한다. 그러나 Curnow(1998)는 이 가설이 상당 부분 Douay(1888)의 오래된 기록에 대한 잘못된 해석에 근거하고 있다고 지적한다. 이외에 치브차어족이나 이를 포함하는 가설적 대어족들과 묶는 학설들이 제기되어 있다.

## 언어
바르바코아어족
- 북부
  - 아와어군(Awan, 기타 명칭 Awa, Pasto)
    - 아와피트어(Awa Pit, 기타 명칭 Cuaiquer, Coaiquer, Kwaiker, Awá, Awa, Telembi, Sindagua, Awa-Cuaiquer, Koaiker, Telembí)
    - 파스토어(Pasto, 기타 명칭 Past Awá) †
    - 무에야마어(Muellama, 기타 명칭 Muellamués, Muelyama) †

  - 코코누코어군(Coconucan, 기타 명칭 Guambiano–Totoró)
    - 괌비아노어(Guambiano, 기타 명칭 Mogües, Moguez, Mogés, Wam, Misak, Guambiano-Moguez, Wambiano-Mogés, Moguex)
    - 토토로어(Totoró, 기타 명칭 Polindara)
    - 코코누코어(Coconuco, 기타 명칭 Kokonuko, Cauca, Wanaka) †
- 남부 (또는 Cayapa–Tsafiki)
  - 카랑키어(Caranqui, 기타 명칭 Cara, Kara, Karanki, Imbaya) †
  - 차팔라어(Chaʼpalaa, 기타 명칭 Cayapa, Chachi, Kayapa, Nigua, Cha’palaachi)
  - 차피키어(Tsafiki, 기타 명칭 Colorado, Tsafiqui, Tsáfiki, Tsáchela, Tsachila, Campaz, Colima)

이외에 Loukotka(1968)는 이미 사멸하여 문증되지 않은 많은 변종을 나열한다.

## 같이 보기
- 파에스어